# Sidh Gosht
 (juin 2014).
Sidh Gosht, Siddha Gosht ou Sidh Gosti est un entretien écrit par Guru Nanak, le gourou fondateur du sikhisme, il se retrouve dans le Livre saint : le Guru Granth Sahib, entre les pages 937 et 943. Sidh Gosht qui se traduit littéralement par: dialogue avec les sages, ou dialogue avec les Éveillés, est une des plus grandes œuvres retranscrites dans ce livre. Un gosthi en sanskrit est un exposé d'une doctrine. Guru Nanak qui a beaucoup voyagé, décrit dans cet échange une rencontre avec des adeptes du hatha yoga, des siddhas, ou siddhis, dans l'Himalaya. Dans cette discussion, les yogis posent des questions, Guru Nanak y répond en mettant en avant les bases de la vie sikhe : la conduite d'homme au foyer, le travail honnête, la prière et la méditation. Pour les yogis, l'ascétisme, les exercices physiques et spirituels doivent primer. Pour autant les deux points de vue se rejoignent sur le contrôle des passions intérieures et l'enracinement de Dieu dans le cœur du croyant. Certains historiens disent que Guru Nanak a réalisé cette œuvre dans les dernières années de sa vie.